# Anny Konetzni
Pour les articles homonymes, voir Konetzni.
Anny (parfois Anni) Konetzni, née le 12 février 1902 à Fehértemplom, Autriche-Hongrie (aujourd'hui en Serbie) et décédée le 6 septembre 1968 à Vienne, est une soprano autrichienne. Elle est la sœur de la soprano Hilde Konetzni.

## Biographie
Anny Konetzni devient l'élève d'Erik Schmedes à Vienne au Neues Wiener Konservatorium puis à Berlin chez Jacques Stückgold. En 1929 elle fait ses débuts à Chemnitz en tant que contralto. Rapidement, elle devient une soprano dramatique et est engagée à la Staatsoper Unter den Linden à Berlin de 1931 à 1935 puis à l'Opéra d'État de Vienne de 1933 à 1955 année de son licenciement par Karl Böhm directeur de l'opéra. Cet évènement provoqua chez elle une crise cardiaque dont elle ne s'est jamais tout à fait remise.
Konetzni joue dans les opéras de Richard Wagner au Royal Opera House en 1935 dans le rôle de Brünnhilde dans Die Walküre. Elle fait ses débuts au Metropolitan Opera dans le rôle de Brünnhilde l'année d'avant.
Elle revient à Londres chaque année jusqu'à la Seconde Guerre mondiale puis en 1951.
En 1938 comme beaucoup d'autres personnalités, elle met sa notoriété au service de la propagande nazie pour un "oui" au référendum sur le rattachement de l'Autriche à l'Allemagne : l'Anschluss, « Pour la grande Allemagne, pour le Führer, pour l'Art allemand, votez Oui!»
Elle exerce également une activité de maître de conférences à l'Académie de musique et des arts du spectacle de Vienne entre 1934 et 1954 où elle se concentre sur les parties de soprano des œuvres dramatiques de Richard Wagner et de Richard Strauss.
Elle est mariée au professeur et docteur en médecine Albert Wiedmann. Anny Konetzni meurt à Vienne en 1968.

## Distinctions et récompenses
- 1935 élevée à la distinction de Kammersängerin d'Autriche
- 1955 nommée membre d'honneur de l'Opéra d'État de Vienne